# دالبافانسين
دالبافانسين Dalbavancin (الاسم بالتجارة زيفين) هو مضاد حيوي من الجيل الثاني لل lipoglycopeptide. ينتمي إلى نفس الفئة التي ينتمي لها الفانكومايسين، وهو شائع الاستخدام ويعد من العلاجات القليلة المتاحة للمرضى المصابين بالمكورات العنقودية الذهبية المقاومة للميثيسيلين (MRSA).
Dalbavancin هو lipoglycopeptide شبه صنعي تم تصنيعه لتحسين طبيعة الglycopeptides المتاحة حاليا، الفانكومايسين والتيكوبلانين.

## الاستعمال العلاجي
يمتلك فعالية في الزجاج ضد طيف واسع من إيجابيات الغرام الممرضة، بما في ذلك المكورات العنقودية الذهبية المقاومة للميثيسيلين والمكورات العنقودية البشروية المقاومة للميثيسيلين MRSE . وهو يعطى مرة واحدة أسبوعيا. لأن الدالبافانسين أثبتت فعالية ضد MRSA والكائنات الدقيقة الأخرى لعلاج التهابات خطيرة أو مهددة للحياة، وكان أول عقار اجيز لعلاج الأمراض المعدية الناتجة ضمن المحفزات المولدة من المضادات الحيوية الفعل الآن (GAIN) ، الذي هو جزء من سلامة FDA و قانون الابتكار.

## موانع الاستعمال
يمنع استعمال دالبافانسين في المرضى الذين يعانون من فرط الحساسية للدالبافانسين، مثل التفاعلات الجلدية أو الحساسية المفرطة، وينصح الحذر للمرضى الذين يعانون من فرط الحساسية المعروفة لجلكوببتيدات الأخرى. لا يوجد حاليا أي بيانات عن عبور - التفاعلية بين دالبافانسين وvancomyin.

## الآثار الجانبية
وكانت الآثار الجانبية الأكثر شيوعا التي صودفت في المرحلة الثانية وتجارب المرحلة الثالثة الغثيان (5.5٪)، والصداع (4.7٪)، والإسهال (4.4٪)، وكذلك الطفح الجلدي (2.7٪) والحكة (2.1٪). وشملت الآثار الجانبية أقل تكرارا ولكنها خطيرة كغيرها من الاضطرابات الدموية، heptatotoxicity،  المطثية العسيرة  التهاب القولون، التشنج القصبيتفاعلات ذات الصلة بما في ذلك التسريب متلازمة الرجل الأحمر، وصدمة فرط الحساسية.

## التاريخ
خضع دالبافانسين لتجربة إكلينيكية للمرحلة الثالثة للبالغين مع الالتهابات الجلدية المعقدة، ولكن في ديسمبر 2007فإنFDA. صرحت ان هناك حاجة إلى المزيد من البيانات قبل الموافقة في سبتمبر 9، 2008، أعلنت شركة فايزر انها ستسحب جميع طلبات التسويق لإجراء التجارب السريرية المرحلة الثالثة مرة أخرى.